# Country-Musik 1932
Die Liste bietet eine Übersicht über das Jahr 1932 im Genre Country-Musik.

## Ereignisse
- Der WOWO Hoosier Hop geht in Fort Wayne, Indiana, erstmals auf Sendung.

## Top-Hits des Jahres
- Roll Along, Kentucky Moon – Jimmie Rodgers
- My Carolina Home – Riley Puckett
- Roll On, Blue Moon – Cliff Carlisle

## Geboren
- 07. Februar: Warren Smith († 1980)
- 26. Februar: Johnny Cash († 2003)
- 14. April: Loretta Lynn († 2022)
- 08. August: Mel Tillis († 2017)
- 23. August: Jack Earls († 2023)
- 08. September: Patsy Cline († 1963)
- 11. Oktober: Dottie West († 1991)
- 06. November: Stonewall Jackson († 2021)